# Tsumi To Batsu
Crime and Punishment (罪と罰, Tsumi To Batsu) is een shonen manga van Osamu Tezuka uit 1953. Het is een bewerking van de roman Misdaad en Straf van Fjodor Dostojevski.
In 1990 werd een tweetalige uitgave van deze manga uitgebracht door The Japan Times. Frederik L. Schodt verzorgde de vertaling. In 2015 werd de strip opnieuw naar het Engels vertaald door DMP’s Digital Manga Guild als een digitale uitgave. Later volgde een papieren editie.
In december 2010 bracht Comics Factory een Russische vertaling uit.
Als student nam Tezuka in 1947 deel aan een theatervoorstelling van Misdaad en Straf.
In september 2007 vond er een tentoonstelling over de manga plaats in het Dostojevskimuseum in Sint-Petersburg. De manga werd slecht ontvangen door Dostojevski's achterkleinzoon.

## Verhaal
Deze manga is een bewerking van de roman Misdaad en Straf van Fjodor Dostojevski. Tezuka geeft enkele sleutelrollen uit de roman aan personages uit zijn Sterrenstelsel. Het einde van Tezuka's versie is anders dan het originele einde van Dostojevski.
Het verhaal speelt zich af in Sint-Petersburg in 1917, een paar dagen voor de Russische Revolutie. Rascalnikov is een kind van een arme familie die een oude woekeraarster vermoord. Rascalnikov vlucht weg met de bezittingen van de vrouw om er zijn familie mee te ondersteunen en gelooft dat zijn misdaad een goede daad was omdat de vrouw een slecht persoon was.
Rechter Polfili onderzoekt de moord en verdenkt Rascalnikov. Rascalnikov slaat op de vlucht. De prostituee Sonya probeert hem te overhalen om zichzelf aan te geven.

## Personages
Tezuka maakt gebruik van zijn Sterrenstelsel in deze strip: hij hergebruikt personages uit andere reeksen.
- Rascalnikov: het hoofdpersonage en de moordenaar van een woekeraarster.
- De Rode Hertog als "Rechter Polfili": de man die de moord onderzoekt.
- Buku Bukk als "Rugin": een hebzuchtige man die met Donya wil trouwen. Wanneer ze weigert, beschuldigt hij haar van diefstal.
- Sonya: een prostituee afkomstig van een familie dronkaards; Rascalnikov's geliefde.
- Monsieur Ampere als "Sbidorigairov": een kwaadaardige man die Rascalnikov's zus opjaagt.
- Donya: Rascalnikov's zus.
- Rascalnikov's groodmoeder: Rascalnikov's hoopvolle maar naïeve oma.